# Тольяттинська кримінальна війна
Тольяттинська кримінальна війна — найбільша в новітній кримінальній історії Росії кримінальна війна, що тривала з 1990-х років і отримала часткове продовження в 2000-х роках, під час якої було вбито, за найскромнішими підрахунками, понад 400 осіб.

## Історія тольяттінського криміналу

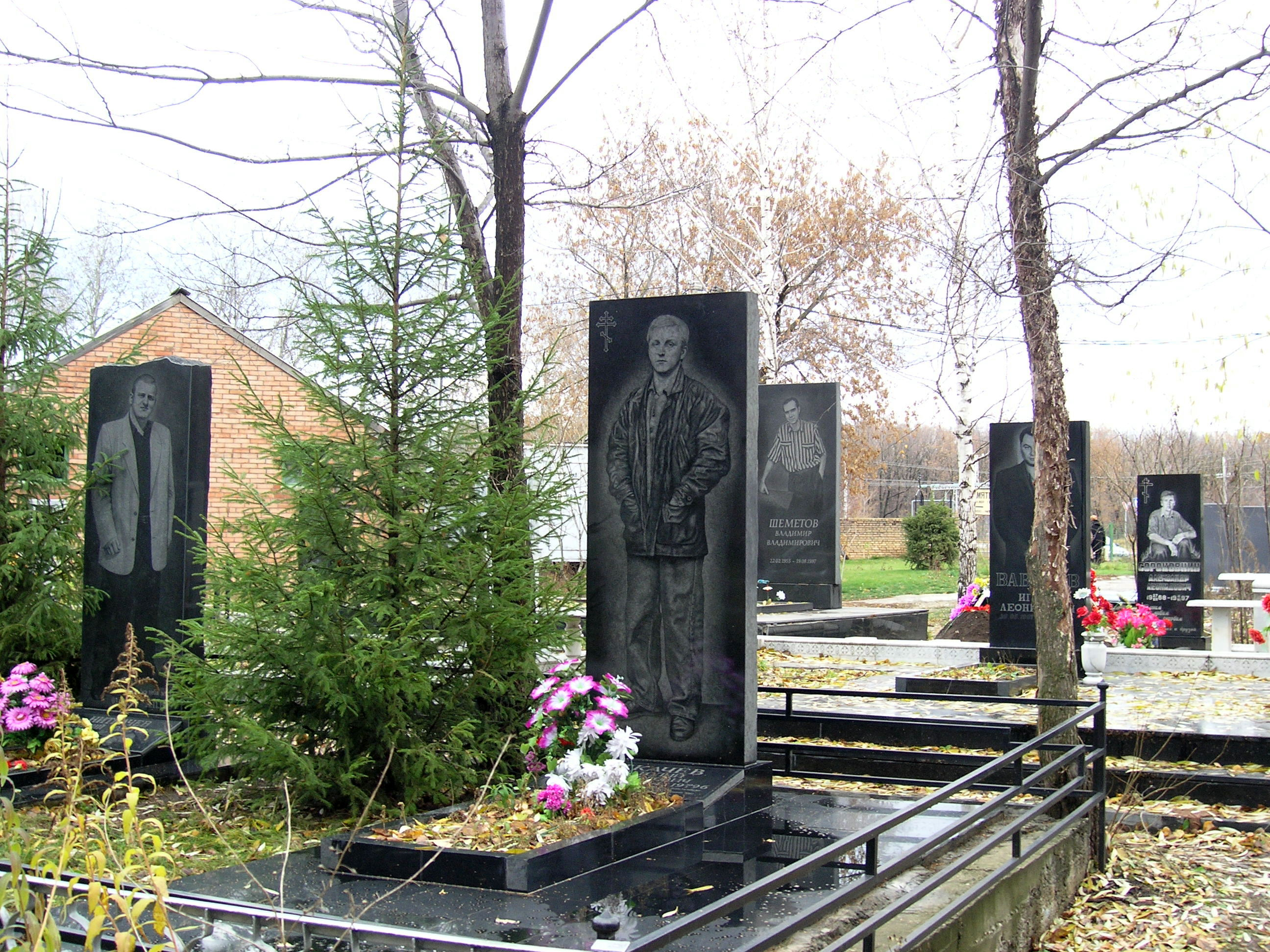
«Алея героїв» на Баникінском кладовищі — названа на честь убитих в ході тольяттинскої кримінальної війни членів тольяттинских ОПГ

В середині 1960-х років, в період економічного підйому і помітного підвищення авторитету СРСР на міжнародній арені, уряд країни на чолі з Олексієм Косигіним приймає вольове рішення. Поблизу знаменитих Жигулів в невеликому містечку Ставрополь був побудований Волзький автомобільний завод (ВАЗ), відомий зараз як АвтоВАЗ. За лічені роки населення Ставрополя зросла до 700 тисяч осіб, а саме місто було перейменовано в Тольятті, в честь генсека Італійської компартії Пальміро Тольятті.
Кримінал, як і на деяких підприємствах країни, на ВАЗі до пори до часу обмежувався випадками крадіжки, з тією лише різницею, що красти дефіцитні автозапчастини було набагато вигідніше, ніж продукцію багатьох інших підприємств. У 80-і роки на заводі була розкрита угруповання майстра цеху запчастин Філатова, який вивозив запчастини з заводу КамАЗами. За матеріалами кримінальної справи, сума викраденого сягнула 3 мільйонів радянських рублів. За це Філатов отримав 12 років позбавлення волі.
У 1990-ті роки нове покоління вітчизняних злочинців, як і у всій країні, початок підбиратися впритул до АвтоВАЗу, вбачаючи в ньому, як у містоутворююче підприємство, засіб для контролю над усім містом. У гонитві за контролем над АвтоВАЗом протягом наступних 10 років в Тольятті вибухнула найкровопролитніша в новітній кримінальній історії Росії війна.